# IKVM.NET
IKVM.NET es una implementación de Java para Mono y también para Microsoft .NET Framework. IKVM es software libre, distribuido bajo permissive free software licence.
IKVM incluye los siguientes componentes:
- Una Máquina Virtual de Java implementada en .NET
- Una implementación de biblioteca de clases Java en .NET
- Herramientas de interoperatibilidad entre Java y .NET

Con IKVM puede correr directamente código compilado en Java directamente en Microsoft .NET o Mono incluyendo también MonoDevelop. El código es convertido a CIL y es ejecutado.